# WWD
WWD (Women's Wear Daily) ist eine US-amerikanische Fachzeitschrift für Mode und die Modeindustrie.
Die erste Ausgabe erschien im Juni 1910 unter dem Titel Women's Wear, zunächst als Beilage der Männermodezeitschrift Daily Trade Record. Am 13. Juli 1910 erschien sie erstmals als eigenständiges tägliches Abendblatt. 1927 wurde der Name in Women's Wear Daily geändert.  Die Zeitschrift richtete sich sowohl an ein Fachpublikum als auch an Modeinteressierte.
Capital Cities Broadcasting übernahm 1968 Fairchild, den Verlag der Zeitschrift. 1996 kaufte die Walt Disney Company  Capital Cities Broadcasting auf. Der Verlag kam dann 1999 zur Condé Nast-Tochter Advance Publications, die ihn im August 2014 an die Penske Media Corporation weiterverkaufte.
Im April 2014 stellte WWD die tägliche Druckausgabe ein und ersetzte sie durch ein Onlinemagazin. Einmal wöchentlich gibt es weiterhin eine gedruckte Ausgabe.